# Пахомова Тетяна Романівна
Тетяна Романівна Пахомова (нар. 16 липня 1964, м.Радехів Львівська область) — українська письменниця, педагог.

## Життєпис
Навчалася на заочному відділенні географічного факультету Львівського державного університету імені Івана Франка.
Десять років працювала у Радехівській восьмирічній школі, яка згодом була реорганізована в середню школу № 2.
На даний час працює у Радехівській спеціалізованій середній школі з поглибленим вивченням іноземної мови I—III ступенів № 3.

## Доробок
Авторка книг:
- «Я, ти і наш мальований і немальований Бог» (2016)[1];
- «Таємниця галицького Версалю» (2017);
- «Карпатське танго» (2018);
- «Схизматик. Діти Каїна» (2021)[2].

## Відзнаки
- І премія у номінації «Романи» конкурсу «Коронація слова» за твір «Я, ти і наш мальований і немальований Бог» (2016)[3];
- Літературна премія імені Ірини Вільде (2017).